# Binghamton
Binghamton é uma cidade localizada no estado americano de Nova Iorque, no Condado de Broome. Foi fundada em 1802 e incorporada como cidade em 1834.

## Geografia
De acordo com o United States Census Bureau, a cidade tem uma área de 29 km², onde 27 km² estão cobertos por terra e 2 km² por água.

## Demografia
Segundo o censo nacional de 2010, a sua população é de 47 376 habitantes e sua densidade populacional é de 1 682,01 hab/km².